# Thomas Lundgren
Per Thomas Lundgren (* 25. Oktober 1956 in Anundsjö, Örnsköldsvik) ist ein ehemaliger schwedischer Skispringer.

## Werdegang
Lundgren, der für Anundsjö IF startete, gab sein internationales Debüt bei der Vierschanzentournee 1973/74. Nachdem er das Auftaktspringen in Oberstdorf noch ausgelassen hatte, belegte er auf der Großen Olympiaschanze in Garmisch-Partenkirchen den 44. Platz. Nach einem 45. Platz in Innsbruck und Rang 56 in Bischofshofen beendete die Tournee auf Rang 46 der Gesamtwertung.
Bei der folgenden Nordischen Junioren-Europameisterschaft in Autrans gewann er im Skisprung-Einzel die Bronzemedaille.
Bei der Vierschanzentournee 1975/76 bestritt Lundgren nur die Springen in Deutschland. Dabei gelang ihm in Garmisch-Partenkirchen mit Platz 28 sein bestes Einzel-Tourneeergebnis seiner Karriere. In der Gesamtwertung kam er jedoch mit nur 392,1 Punkten nicht über Rang 86 hinaus.
Wenig später gehörte Lundgren bei den Olympischen Winterspielen 1976 in Innsbruck zum Schwedischen Kader. Im Einzelspringen von der Normalschanze sprang er auf 74 und 70 Meter und belegte damit Rang 51.

## Erfolge

### Vierschanzentournee-Platzierungen
| Saison  | Platz | Punkte |
| ------- | ----- | ------ |
| 1973/74 | 46.   | 757,7  |
| 1975/76 | 86.   | 392,1  |